# Santa Isabel de la Reforma
Santa Isabel de la Reforma är en ort i Mexiko.   Den ligger i kommunen Santo Domingo Tehuantepec och delstaten Oaxaca, i den sydöstra delen av landet, 500 km sydost om huvudstaden Mexico City. Santa Isabel de la Reforma ligger 408 meter över havet och antalet invånare är 388.
Terrängen runt Santa Isabel de la Reforma är huvudsakligen kuperad. Santa Isabel de la Reforma ligger nere i en dal. Runt Santa Isabel de la Reforma är det glesbefolkat, med 9 invånare per kvadratkilometer. Närmaste större samhälle är Santiago Malacatepec, 19,2 km nordväst om Santa Isabel de la Reforma. I omgivningarna runt Santa Isabel de la Reforma växer i huvudsak städsegrön lövskog.